# Давид, Ференц
Ференц Давид (венг. Dávid Ferenc; в некоторых источниках описывается как Франц Давидис или Франц Давид или Франц Давид Хертель; 1510[…], Клуж-Напока — 15 ноября 1579, Дева) — унитарианский богослов; важный представитель Реформации в Трансильвании.

## Биография
Ференц Давид родился около 1510 года в городе Клаузенбурге (ныне Клуж-Напока), где, после учебы в Виттенбергском университете, был сначала лютеранским пастором, затем первым епископом Унитарианской церкви Трансильвании. 
В Трансильвании Давид активно сотрудничал с Джорджо Бландрата, однако в 1578 году их взгляды сильно разошлись. Чтобы повлиять на своего друга, в 1578 году Бландрата пригласил в Трансильванию известного антитринитарианского богослова Фауста Социна, однако это привело только к тому, что по настоянию Социна Давид был навечно заключён в тюрьму, где и скончался 15 ноября 1579 года. 
Ференц Давид оставил после себя множество богословских и полемических сочинений.